# دين هود
دين هود (بالإنجليزية: Dean Hood)‏ هو مدير فني أمريكي، ولد في 15 نوفمبر 1963 في أشتابولا في الولايات المتحدة.